# Zoja Fёdorova
Zoja Alekseevna Fёdorova (in russo Зоя Алексеевна Федорова?; San Pietroburgo, 21 dicembre 1907 – Mosca, 11 dicembre 1981) è stata un'attrice sovietica, che nel 1945 ebbe una relazione con il capitano della marina americana Jackson Tate e diede alla luce una figlia, Viktorija Fëdorova nel gennaio 1946. Avendo a suo tempo respinte le avances del capo della polizia dell'NKVD, Lavrentij Beria, la relazione fu smascherata; l'uomo, un diplomatico, fu espulso e la donna fu inizialmente condannata a morte, pena poi commutata nella prigionia nei campi di lavoro in Siberia; fu rilasciata dopo otto anni. 
È stata assassinata nel suo appartamento di Mosca nel 1981.

## Biografia

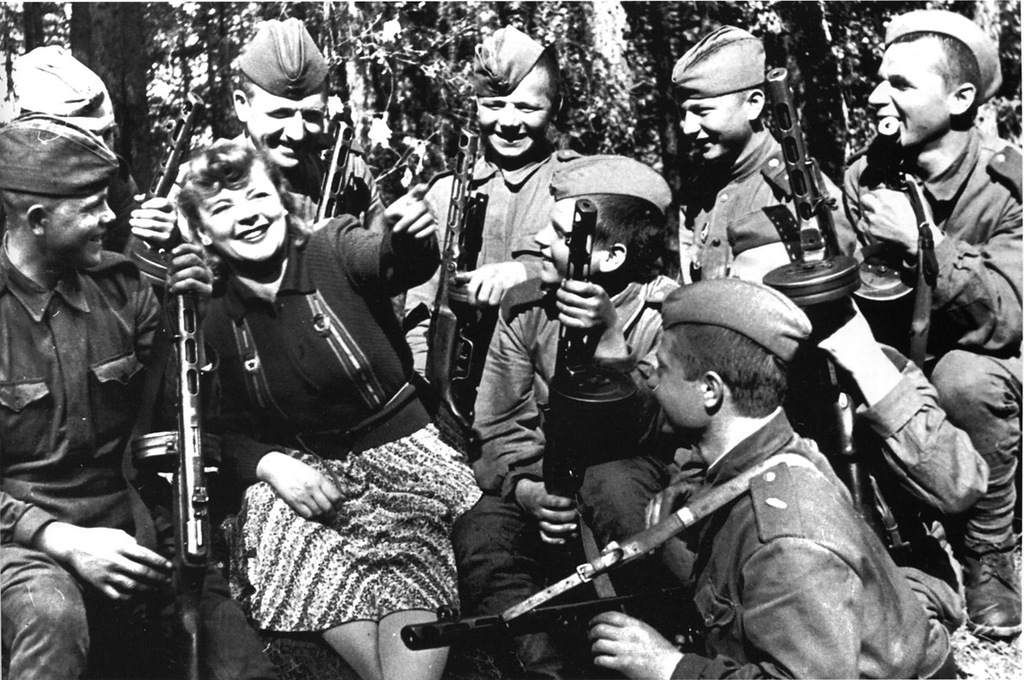
Fëdorova circondata da soldati dell'Armata Rossa nel 1943

Nacque a San Pietroburgo in una famiglia operaia. Nel 1918 la famiglia si trasferì a Mosca, dove al padre fu offerto un lavoro come capo del servizio passaporti del Cremlino. Fin dagli anni della scuola, è stata impegnata in un circolo teatrale e sognava di diventare un'attrice, ma su insistenza dei suoi genitori andò a lavorare dietro uno sportello nelle assicurazioni statali.
Nel 1928 entrò nella scuola di teatro, diretta da Jurij Zavadskij, e dopo la sua chiusura continuò i suoi studi presso la scuola al Teatro della Rivoluzione di Mosca, dove si diplomò nel 1934. In quegli anni divenne una famosa star del cinema russo e alcuni dei film in cui è apparsa sono stati visti anche negli Stati Uniti, tra cui Girl Friends nel 1936. Durante la sua prigionia ha continuato a esibirsi nei teatri Gulag. 
L'anno prima del suo assassinio, Fëdorova era apparsa in Moscow Does Not Believe in Tears, che ha vinto un Oscar per il miglior film in lingua straniera nel 1980.

### L'incontro negli Stati Uniti
La professoressa dell'Università del Connecticut Irene Kirk ha appreso della storia di Victoria nel 1959 e ha passato anni a cercare di trovare Tate negli Stati Uniti.  Tate, diventato ammiraglio, non sapeva di avere una figlia e dell'arresto e della prigionia della sua ex amante.  Quando Kirk trovò Tate nel 1973, portò la corrispondenza tra i due andando avanti e indietro da Mosca. Nel 1974, Tate iniziò una campagna per convincere il governo sovietico a permettere a sua figlia di viaggiare per vederlo negli Stati Uniti. Victoria ottenne il permesso ed arrivò negli Stati Uniti nel marzo 1975 con un visto di viaggio di tre mesi e trascorse diverse settimane in Florida con Tate. 
Fëdorova si è recata negli Stati Uniti per stare con sua figlia Victoria, quando suo nipote, Christopher, è nato nel 1976. Victoria aveva sposato un americano ed era rimasta negli Stati Uniti quando si è riunita con suo padre nel 1975. In quel viaggio, Zoja Fëdorova si è anche incontrata con il suo amante del tempo di guerra, Jackson Tate.
All'inizio del 1981, a Fëdorova fu negato dal governo sovietico un visto di uscita per lasciare il paese e visitare sua figlia. Il motivo: sua figlia si era "comportata male", riferendosi al libro da lei scritto in cui descriveva la relazione dei suoi genitori, The Admiral's Daughter, pubblicato nel 1979.

### La morte
Fëdorova viveva nella Kutuzovskij Prospekt a Mosca. È morta per un colpo di pistola negli occhi. Nessuno è stato visto entrare o uscire dall'appartamento e il caso rimane irrisolto. La sua morte fu segnalata per la prima volta dalla stampa americana come un apparente attacco di cuore.

## Filmografia parziale

### Attrice
- Garmon', regia di Igor' Andreevič Savčenko (1934)
- Podrugi, regia di Leo Arnštam (1935)
- Ženit'ba, regia di Ėrast Pavlovič Garin e Chesja Lokšina (1936)

## Premi
- Artista onorato della RSFSR
- Premio Stalin
- Ordine della Bandiera rossa del lavoro